# Dicranophragma (Dicranophragma) radiale
Dicranophragma (Dicranophragma) radiale is een tweevleugelige uit de familie steltmuggen (Limoniidae). De soort komt voor in het Oriëntaals gebied.